# Liste der Bezirke und Stadtteile Freetowns

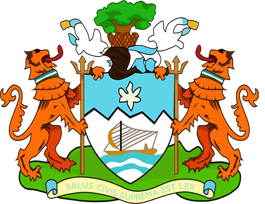
Wappen von Freetown

Diese Liste der Bezirke und Stadtteile Freetowns gibt eine Übersicht über die Bezirke und Ortsteile (englisch suburb, neighbourhood, borough oder township) der sierra-leonischen Hauptstadt Freetown.

## Bezirke
| Stadtteil         | Koordinaten                 | Karte | Besonderes/Anmerkungen                                                        | Foto         |
| ----------------- | --------------------------- | ----- | ----------------------------------------------------------------------------- | ------------ |
| Freetown-Central  | 8° 29′ 5″ N, 13° 14′ 10″ W  |       | umfasst v. a. das Stadtzentrum                                                | Staatshaus   |
| Freetown-East End | 8° 28′ 46″ N, 13° 11′ 46″ W |       | u. a. Standort des Hafen Freetown; die ärmsten Wohngebiete befinden sich hier |              |
| Freetown-West End | 8° 28′ 0″ N, 13° 16′ 40″ W  |       | generell gehobenere Wohngebiete; Standort vieler Hotels                       | Lumley-Beach |

## Stadtteile

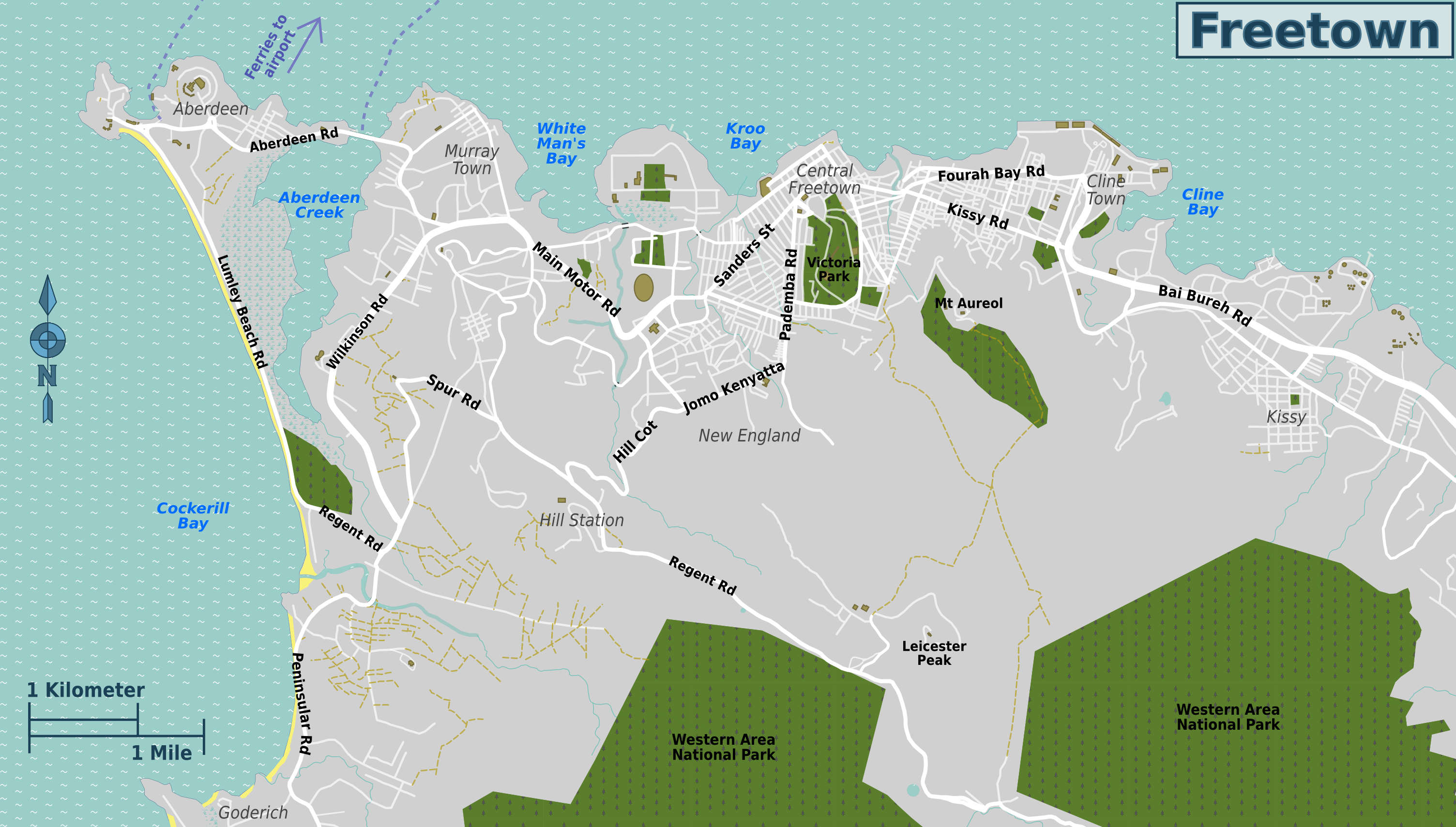
Karte von Freetown

| Stadtteil             | Beszirk               | Koordinaten                 | Karte | Foto                                        |
| --------------------- | --------------------- | --------------------------- | ----- | ------------------------------------------- |
| Freetown-Central      | Freetown-Central      | 8° 29′ 14″ N, 13° 14′ 8″ W  |       | Cotton Tree                                 |
| Freetown-Aberdeen     | Freetown-Aberdeen     | 8° 29′ 35″ N, 13° 17′ 13″ W |       | Aberdeen Bridge                             |
| Freetown-Allen Town   | Freetown-Allen Town   | 8° 28′ 5″ N, 13° 11′ 39″ W  |       |                                             |
| Freetown-Cline Town   | Freetown-Cline Town   | 8° 29′ 26″ N, 13° 12′ 34″ W |       | Nationales Eisenbahnmuseum von Sierra Leone |
| Freetown-Congo Town   | Freetown-Congo Town   | 8° 28′ 55″ N, 13° 14′ 58″ W |       | Nationalstadion                             |
| Freetown-Fisher Lane  | Freetown-Fisher Lane  | 8° 28′ 41″ N, 13° 11′ 25″ W |       |                                             |
| Freetown-Foulah Town  | Freetown-Foulah Town  | 8° 29′ 6″ N, 13° 13′ 20″ W  |       |                                             |
| Freetown-Hill Station | Freetown-Hill Station | 8° 27′ 32″ N, 13° 15′ 4″ W  |       |                                             |
| Freetown-Jinger Hall  | Freetown-Jinger Hall  | 8° 29′ 18″ N, 13° 12′ 58″ W |       |                                             |
| Freetown-Kingtom      | Freetown-Kingtom      | 8° 29′ 14″ N, 13° 14′ 51″ W |       |                                             |
| Freetown-Kissy        | Freetown-Kissy        | 8° 28′ 12″ N, 13° 11′ 2″ W  |       |                                             |
| Freetown-Kortright    | Freetown-Kortright    | 8° 28′ 27″ N, 13° 12′ 31″ W |       |                                             |
| Freetown-Kroo Bay     | Freetown-Kroo Bay     | 8° 29′ 7″ N, 13° 14′ 29″ W  |       |                                             |
| Freetown-Lumley       | Freetown-Lumley       | 8° 28′ 8″ N, 13° 16′ 50″ W  |       | Lumley Beach                                |
| Freetown-Madongo Town | Freetown-Madongo Town | 8° 28′ 39″ N, 13° 15′ 9″ W  |       |                                             |
| Freetown-Maeba Town   | Freetown-Maeba Town   | 8° 28′ 28″ N, 13° 11′ 50″ W |       |                                             |
| Freetown-Magazine     | Freetown-Magazine     | 8° 29′ 18″ N, 13° 13′ 29″ W |       |                                             |
| Freetown-Mount Aureol | Freetown-Mount Aureol | 8° 28′ 49″ N, 13° 13′ 8″ W  |       |                                             |
| Freetown-Murray Town  | Freetown-Murray Town  | 8° 29′ 2″ N, 13° 16′ 12″ W  |       |                                             |
| Freetown-New England  | Freetown-New England  | 8° 27′ 57″ N, 13° 14′ 19″ W |       |                                             |
| Freetown-Tengbeh Town | Freetown-Tengbeh Town | 8° 28′ 14″ N, 13° 15′ 22″ W |       |                                             |
| Freetown-Tower Hill   | Freetown-Tower Hill   | 8° 29′ 1″ N, 13° 14′ 4″ W   |       | Tower Hill                                  |
| Freetown-Upgun        | Freetown-Upgun        | 8° 29′ 5″ N, 13° 12′ 35″ W  |       |                                             |
| Freetown-Wellington   | Freetown-Wellington   | 8° 26′ 34″ N, 13° 10′ 11″ W |       |                                             |
| Freetown-Wilberforce  | Freetown-Wilberforce  | 8° 28′ 31″ N, 13° 16′ 5″ W  |       |                                             |